# Holandia na Zimowych Igrzyskach Olimpijskich 1956
Holandię na Zimowych Igrzyskach Olimpijskich 1956 reprezentowało ośmioro zawodników: sześciu mężczyzn i dwie kobiety. Był to piąty start reprezentacji Holandii na zimowych igrzyskach olimpijskich.

## SKład kadry

### Łyżwiarstwo figurowe
| Zawodnik         | Konkurencja | Nota    | Pozycja |
| ---------------- | ----------- | ------- | ------- |
| Sjoukje Dijkstra | Solistki    | 1609,80 | 12.     |
| Joan Haanappel   | Solistki    | 1604,96 | 13.     |

### Łyżwiarstwo szybkie
Mężczyźni
| Zawodnik            | Konkurencja   | Konkurencja   | Konkurencja    | Konkurencja    | Konkurencja    | Konkurencja    | Konkurencja      | Konkurencja      |
| Zawodnik            | Bieg na 500 m | Bieg na 500 m | Bieg na 1500 m | Bieg na 1500 m | Bieg na 5000 m | Bieg na 5000 m | Bieg na 10 000 m | Bieg na 10 000 m |
| Zawodnik            | Czas          | Miejsce       | Czas           | Miejsce        | Czas           | Miejsce        | Czas             | Miejsce          |
| ------------------- | ------------- | ------------- | -------------- | -------------- | -------------- | -------------- | ---------------- | ---------------- |
| Gerard Maarse       | 43,1          | 22.           | 2:13,1         | 11.            | 8:11,1         | 18.            |                  |                  |
| Kees Broekman       | 44,2          | 37.           | 2:13,2         | 14.            | 8:00,2         | 4.             | 16:51,2          | 5.               |
| Wim de Graaff       | 44,9          | 43.           | 2:13,1         | 11.            | 8:00,2         | 4.             | 17:21,6          | 18.              |
| Nico Olsthoorn      |               |               | 2:22,6         | 49.            |                |                |                  |                  |
| Jeen van den Berg   |               |               |                |                | 8:19,1         | 24.            |                  |                  |
| Egbert van 't Oever |               |               |                |                |                |                | 17:37,7          | 25.              |